# Shafter (Kalifornija)
Shafter je grad u američkoj saveznoj državi Kalifornija. Prema popisu stanovništva iz 2010. u njemu je živjelo 16.988 stanovnika.